# Cis minutus
Cis minutus is een keversoort uit de familie houtzwamkevers (Ciidae). De wetenschappelijke naam van de soort werd in 1931 gepubliceerd door Bayford.